# Castillejo (Loscos)
Castelecho, Castelejo o Castillejo es un despoblado de la provincia de Teruel, perteneciente al municipio de Loscos. 

## Historia
Perteneció a la Sexma de Trasierra de la Comunidad de Daroca. 

## Toponimia
En la Carta Puebla de Monforte es mencionada como Castellege:

versus meridiem et vadit ad villare ante Castellege et terminale Montisforti

En "Rationes decimarum Hispaniae (1279-80): Aragón y Navarra" aparece como Castellegos.
En el "Libro de manifestación de lo morabetín de las aldeyas de la Comunidat de Daroca" de 1373 se escribe castellexo, con x que podía representar j u el fonema fricativo palatal sonoro que en castellano de esa época no había no había evolucionato a /x/. 
En otras fuentes se menciona castelejo, más de acuerdo con el aragonés castelillo. Representaría un caso de disimilación en la que una de las dos palatales se simplifica en -l- para facilitar la pronunciación (eufonía).